# Troublemakers (Punk)
Die Troublemakers ist eine schwedische Punkband aus Göteborg. Sie wurde 1981 gegründet. Ihre Musik ist stark an den Sound von 1977 angelehnt. Insidern in Deutschland sind die Troublemakers ein Begriff, vor allem aber auch durch Coverversion einiger Songs durch die deutsche Punkband Rasta Knast.

## Diskografie
Alben
- Mental kristid CD (1995)
- Erektion CD (1997)
- Vild & vacker CD (1999)
- Pogo CD (2000)
- Kleptoman LP/CD (2003)
- Idiot CD (2005)
- Made in Sweden CD (2009)

EPs/Singles/Splits
- Göteborg (auch Staden Göteborg) EP (1987)
- Hjältarna skålar i blod EP (1989)
- Änglarna CD-Single (1995)
- Mammas flickor EP (1998)
- Varning! Split-EP mit Rasta Knast (2001)
- Stenar & blod CD-Single (2002)
- Jävla idiot EP (2005)
- Punkheart Split-CD mit Fifi And The Mach III (2005)
- Go, Go Frölunda CD-Single (2006)
- Utan hjärta stannar Sverige CD-Single (2007)

Kompilationen
- Göteborg Best-Of-LP (2002)
- 1995-2000 Best-Of-CD (2004)